# المجلس الوطني للتونسيين المقيمين بالخارج
المجلس الوطني للتونسيين المقيمين بالخارج هو مجلس استشاري أسس في 3 أغسطس 2016 ويقع مقره في تونس العاصمة، ومهمته الرئيسية هو تمثيل التونسيون في الخارج والاهتمام بكل ما يتعلق بهم لدى مؤسسات الدولة التونسية.

## التاريخ
صادق مجلس نواب الشعب التونسي في 20 يوليو 2016 على قانون عدد 68 لسنة 2016 المتعلق بإحداث المجلس، فيما وقع عليه رئيس الجمهورية الباجي قائد السبسي في 3 أغسطس 2016 تاريخ دخوله حيز التنفيذ.

## المهام
يستشار المجلس وجوبا في كل من مشاريع النصوص التشريعية والترتيبية وفي الاتفاقيات والمعاهدات الدولية المتعلقة بالتونسيين بالخارج المراد إبرامها، ويبدي رأيه في أجل شهر من تاريخ توصله بمشروع النص المعروض.

يتولى المجلس خاصة القيام بالمهام التالية:
- إبداء الرأي في السياسة الوطنية في مجال العناية بالتونسيين المقيمين بالخارج وسبل الاستفادة من خبراتهم وكفاأتهم،
- اقتراح التدابير التشريعية والترتيبية التي تساهم في تعزيز مساهمة التونسيين المقيمين بالخارج في التنمية الوطنية الشاملة،
- اقتراح الآليات الكفيلة بتعزيز روابط الجالية بالوطن.

يتولى المجلس إعداد تقرير سنوي حول نشاطه وعرضه على رئيس الجمهورية ورئيس مجلس نواب الشعب ورئيس الحكومة في أجل أقصاه الثلاثية الأولى من السنة الموالية لسنة التقرير، وينشر بالموقع الإلكتروني الخاص به.

## التركيبة والهيكلة

### هياكل المجلس
يتركب المجلس من:
- رئيس المجلس: الناطق الرسمي باسم المجلس، ورئيس جلسته العامة، والمشرف على حسن سير هياكله وإدارته.
- مكتب المجلس: يتكون من رئيس وهو رئيس المجلس، وعضوين هما نائبي رئيس المجلس، إلى جانب عضوين يتم انتخابهما من الجلسة العامة.
- الجلسة العامة: تنظر في كل المسائل المعروضة على المجلس، وتتكون من 49 عضوا بما فيهم الرئيس ونائبيه.
- إدارة المجلس: تتكون من مدير مكلف بالتسيير الإداري والمالي للمجلس، يحضر اجتماعات الجلسة العامة كمقرر دون حق التصويت.

### أعضاء المجلس
تتكون الجلسة العامة للمجلس من 49 عضوا بما فيهم الرئيس ونائبيه الذين ينتخبون من أعضائه، إلى جانب مدير المجلس الذي تعينه الحكومة ويكون مقرر الجلسة دون حق التصويت، ويتوزع الأعضاء كالتالي:
- 18 عضوا: هم أعضاء مجلس نواب الشعب الذين تم انتخابهم على مستوى الدوائر الانتخابية بالخارج.
- عضو واحد: عن المنظمة النقابية للعمال الأكثر تمثيلا.
- عضو واحد: عن المنظمة النقابية لأصحاب العمل الأكثر تمثيلا.
- عضو واحد: عن المنظمة النقابية للفلاحين الأكثر تمثيلا.
- 18 عضوا: عن الجمعيات والمجالس المنتخبة الناشطة في مجال التونسيين بالخارج والمقيمة بالخارج.
- عضوان: عن الجمعيات الوطنية الناشطة في مجال الهجرة.
- 8 أعضاء: من الكفاءات التونسية المقيمة بالخارج من ذوي اختصاصات متنوعة.

ويمكن لرئيس المجلس أن يدعو عند الحاجة كل شخص يرى فائدة في حضوره أشغال المجلس وكذلك كل هيئة أو منظمة أو جمعية معنية.
التعيين
يتم تعيين أعضاء الجلسة العامة من غير المعينين بالصفة لمدة خمس سنوات غير قابلة للتجديد بقرار من الوزير المكلف بشؤون التونسيين المقيمين بالخارج باقتراح من الهياكل والمنظمات المعنية، ويكون التعيين بقرار من الوزير المكلف بشؤون التونسيين المقيمين بالخارج بالنسبة إلى الكفاءات التونسية المقيمة بالخارج مع مراعاة تنوع الاختصاصات.

ويتم تعيين ممثلي الجمعيات طبقا لمقاييس تضبط بأمر حكومي مع مراعاة التوزيع الديمغرافي وتنفيل الجمعيات حسب التوزيع الجغرافي.

وتتولى لجنة خاصة يتم إحداثها بمقتضى أمر حكومي فرز الترشحات والإعلان عن قائمة الجمعيات المقبولة وإجراء عملية قرعة لاختيار ممثلي الجمعيات كأعضاء في المجلس.

## مقالات ذات صلة
- التونسيون في الخارج
- ديوان التونسيين بالخارج
- الدوائر الانتخابية للتونسيين في الخارج

## روابط خارجية
- قانون عدد 68 لسنة 2016 مؤرخ في 3 أوت 2016 يتعلق بإحداث مجلس وطني للتونسيين المقيمين بالخارج وبضبط مشمولاته وتركيبته وطرق تسييره على موقع بوابة-التشريع.تونس.